# Pirus (gang)
Les Pirus ou les Piru Street Boys sont un sous-ensemble de la plus grande alliance de gangs les Bloods, un groupe du crime organisé aux États-Unis.

## Histoire
En 1969, un gang appelé les Piru Street Boys a été fondé par Sylvester Scott et Vincent Owens. Selon certaines sources, les Piru Street Boys étaient initialement associés aux Crips, mais ils se sont ensuite disputés. Cependant, d'autres sources contestent toute alliance, affirmant que les Piru Street Boys ont été victimes des Crips,.
Néanmoins, au début des années 1970, les Piru Street Boys ont formé une alliance avec d'autres gangs de rue plus petits tels que les Brims, les Bishops et les Denver Lanes, qui s'opposaient également aux Crips. Cette alliance est devenue connue sous le nom de Bloods, car les membres de cette alliance s'appelaient mutuellement « Blood »,.
D'autres sous gang appelé Piru finiront par se former. On en compte 15 connus dans la région du Grand Los Angeles en 2010.
Les groupes Piru se sont affrontés. Par exemple, les Mob Piru (en) et les Fruit Town Piru (en) ont développé une rivalité à la fin des années 1990, qui a entraîné le meurtre de plusieurs Mob Piru associés à Death Row Records.

## Sous gang Piru
- Mob Piru (en)
- Fruit Town Piru (en)
- Cedar Block Piru (en)
- Elm Street Piru (en)
- Tree Top Piru (en)
- Lueders Park Piru (en)